# منتخب ترينيداد وتوباغو لكرة الماء للرجال
منتخب ترينيداد وتوباغو لكرة الماء للرجال هو ممثل ترينيداد وتوباغو الرسمي في المنافسات الدولية في كرة الماء
.